# 248P/Gibbs
248P/Gibbs, komet Jupiterove obitelji